# Transport rurociągowy na Białorusi
Transport rurociągowy na Białorusi

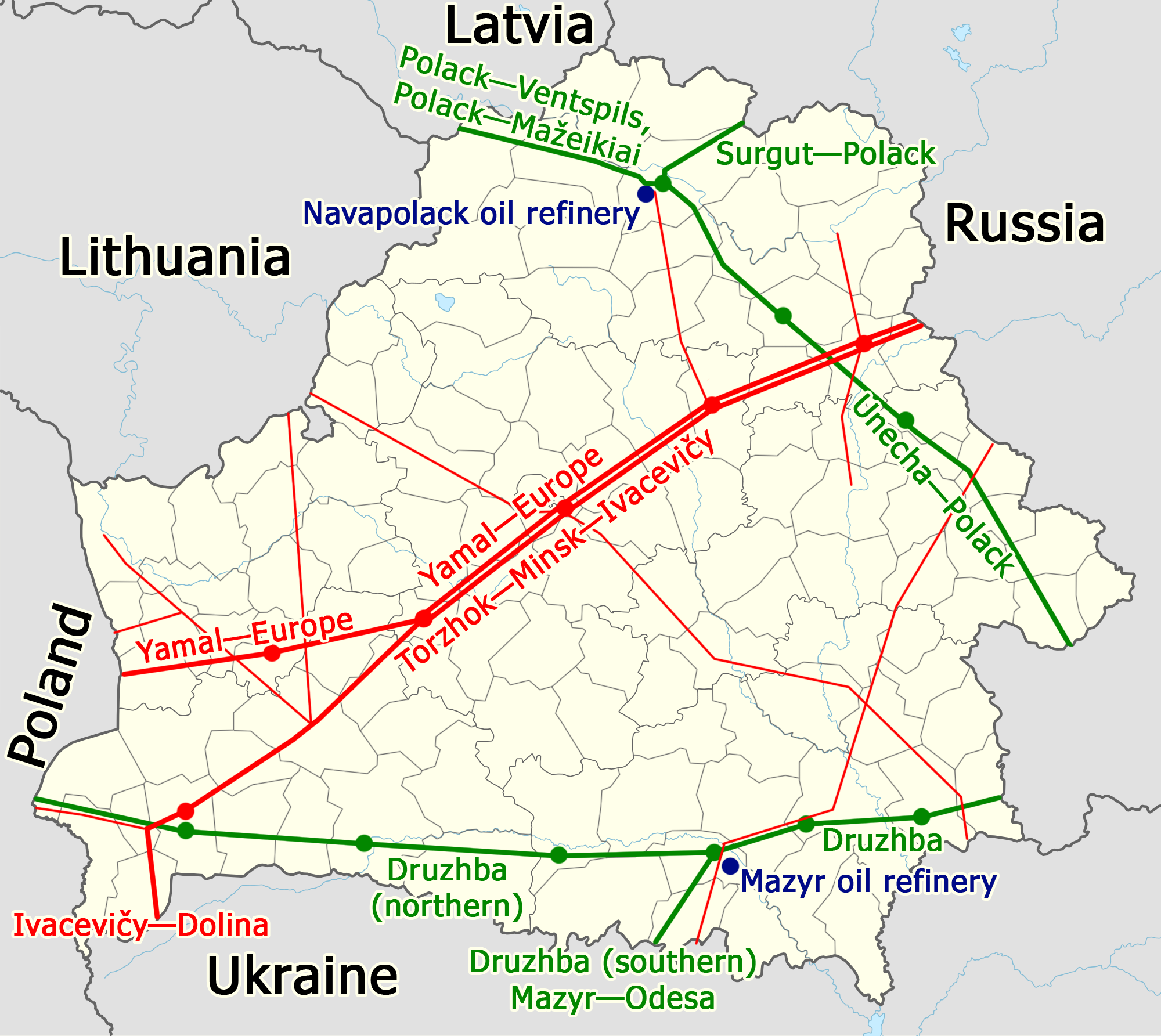
Systemy przesyłowe gazu i ropy naftowej na Białorusi

Ważną częścią infrastruktury transportowej Białorusi są miejscowe systemy międzynarodowych magistral gazo- oraz naftowych, biegnących przez terytorium Białorusi i stanowiących dotąd jeden z głównych szlaków transportu rosyjskich węglowodorów do Europy.
Cały system przesyłowy gazu Białorusi liczy 7,9 tys. km długości i obejmuje m.in. 13 stacji kompresorowych, 3 podziemne magazyny gazu oraz 225 stacji rozdzielczych i 7. – pomiarowych.

## Przesył gazu
Magistralę tranzytową gazu, czyli białoruski, 575-km odcinek gazociągu „Jamał-Europa”, z 5. stacjami kompresorowymi, eksploatuje należąca do Gazpromu spółka OAO Gazprom tranzgas Belarus (powstała na bazie sprywatyzowanego przez Rosjan przedsiębiorstwa Biełtransgaz), dostarczając paliwo na Ukrainę, Litwę, do Polski oraz rosyjskiej eksklawy – obwodu królewieckiego.

## Przesył ropy naftowej
Przesył ropy naftowej, realizowany przez państwowe białoruskie koncerny, obejmuje tranzyt rosyjskiego surowca do Europy, odbywający się białoruskim fragmentem systemu transportu Drużba (Przyjaźń) oraz niemniej istotny: transport ropy na dwie duże białoruskie rafinerie, zlokalizowane w Nowopołocku na północnym wschodzie kraju, przy granicy z Rosją oraz w Mozyrzu na południowym wschodzie, przy granicy z Ukrainą i Rosją.